# Llista de peixos de Virgínia Occidental

Localització de Virgínia Occidental als Estats Units

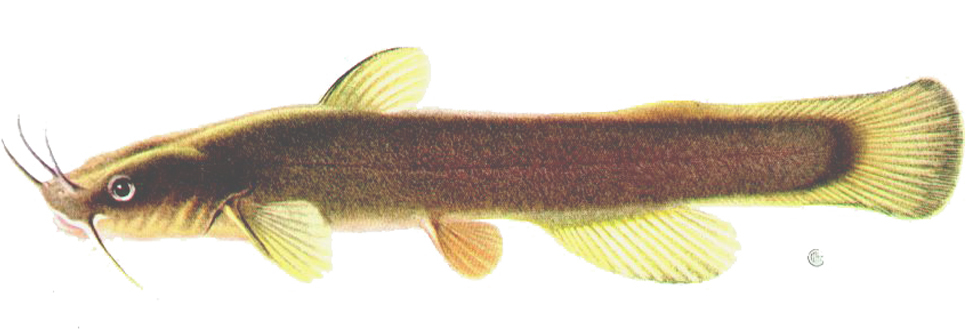
Noturus insignis

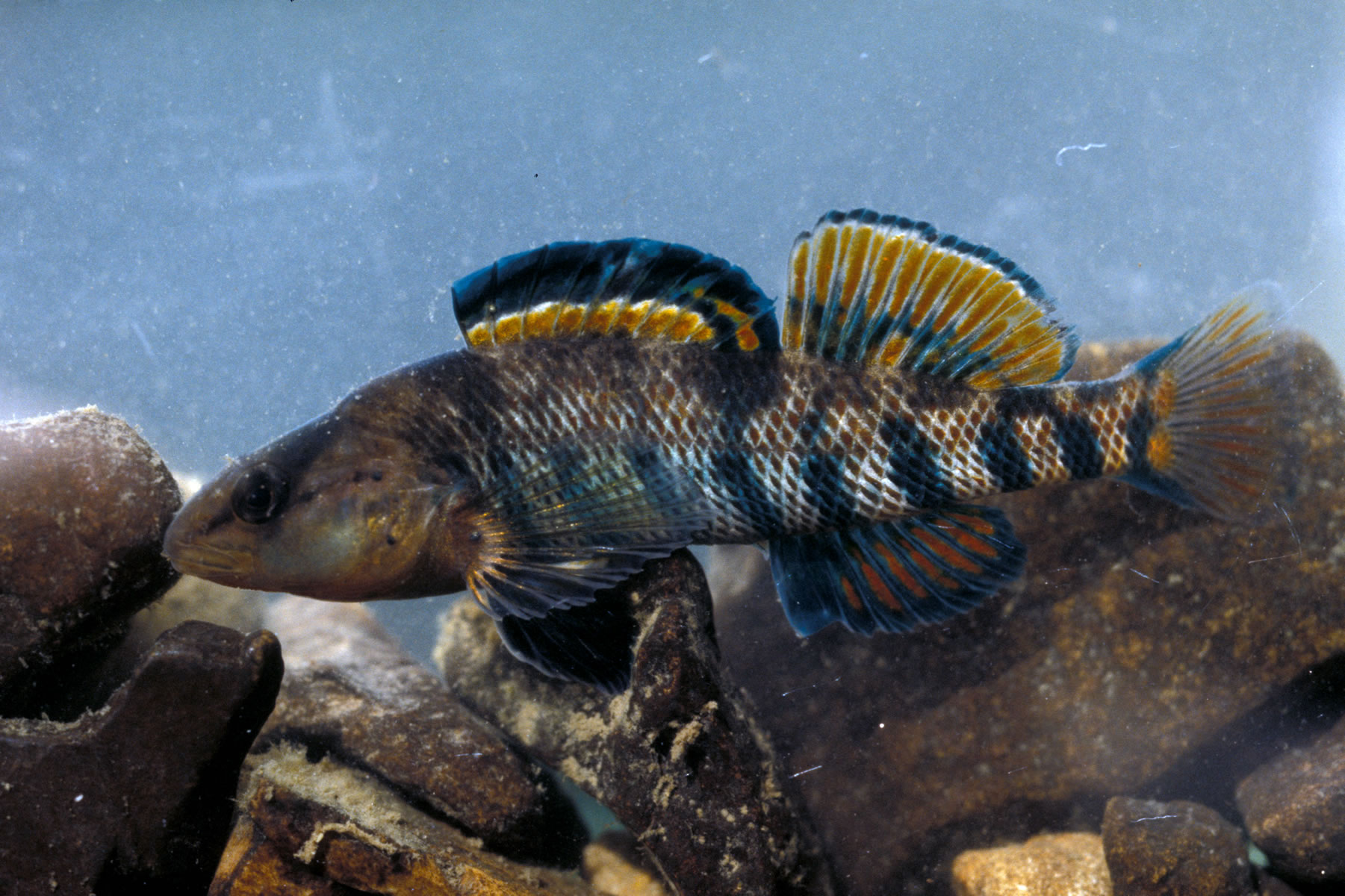
Etheostoma caeruleum

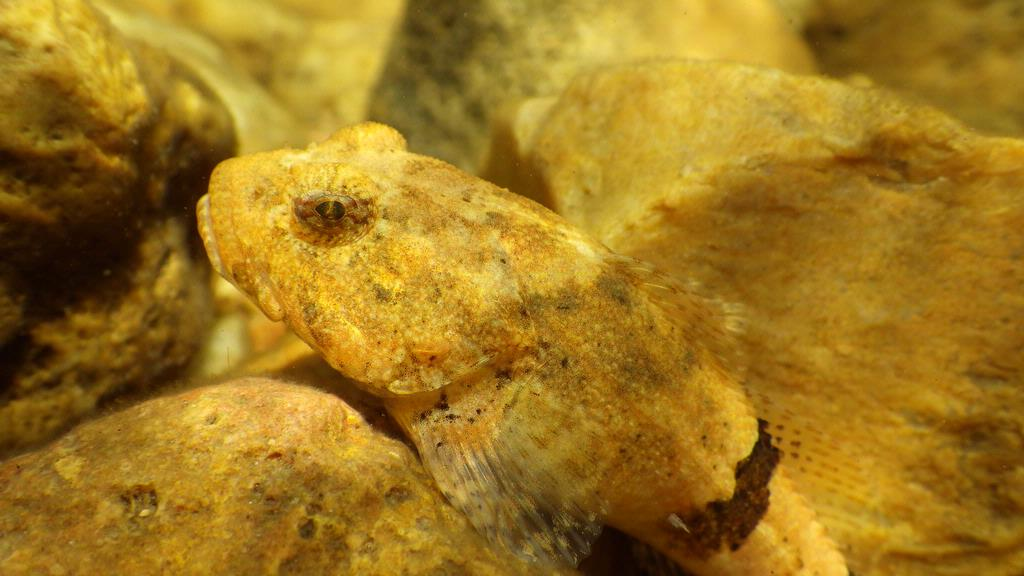
Cottus carolinae

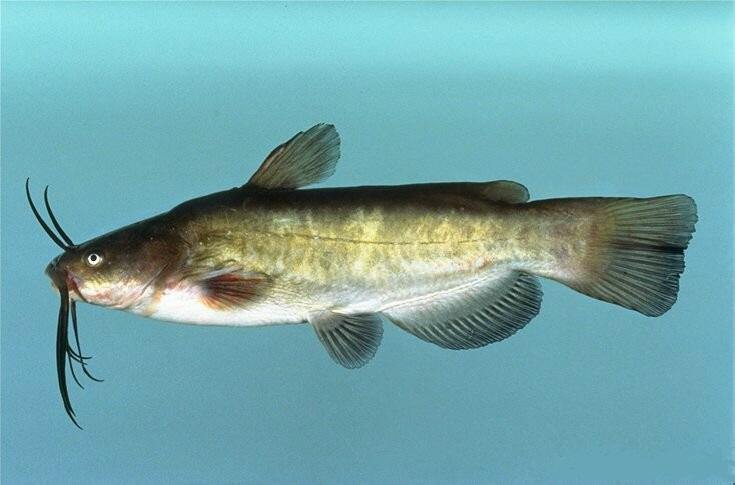
Peix gat bru (Ictalurus nebulosus)

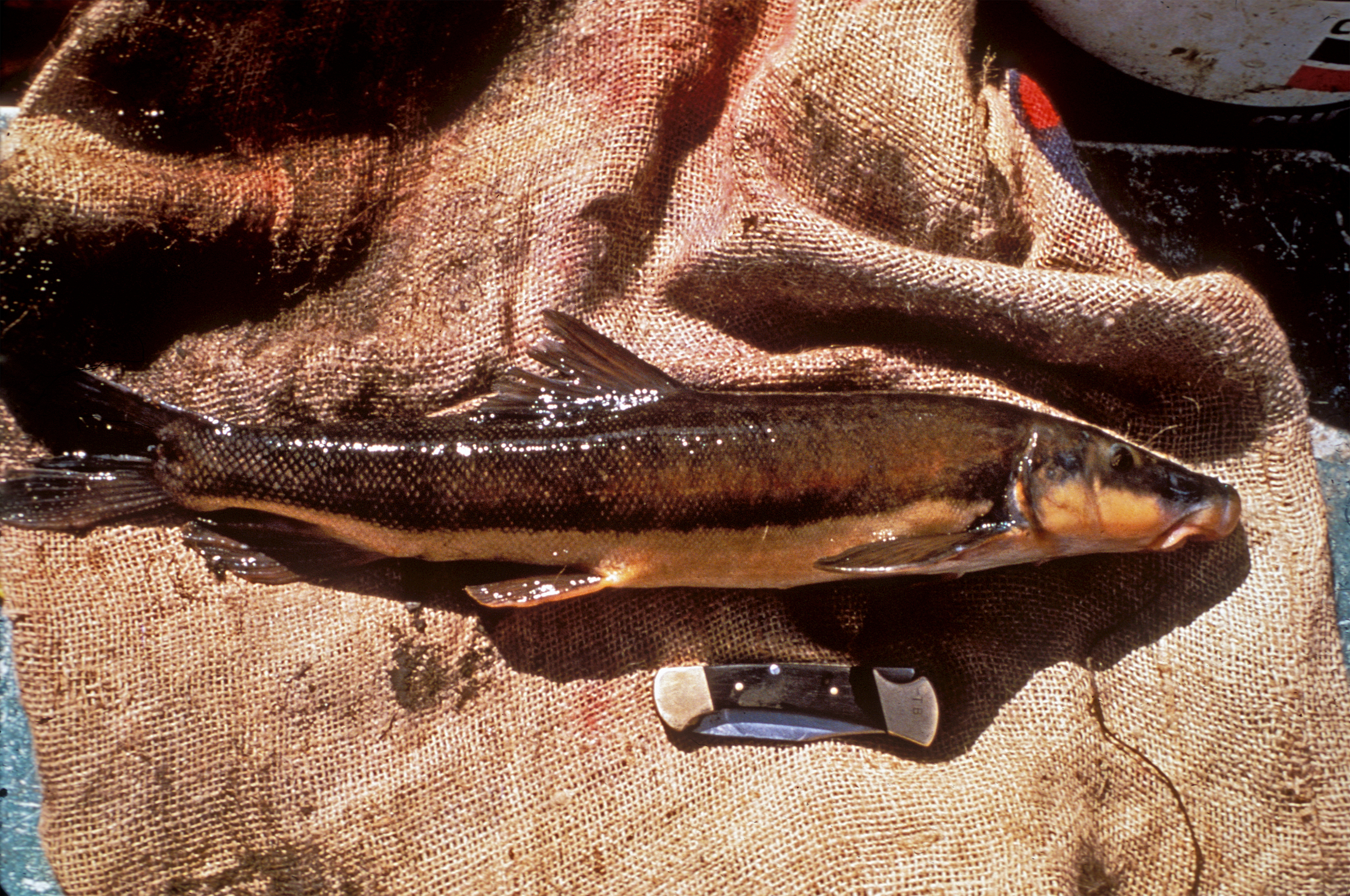
Catostomus catostomus

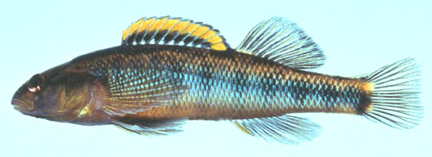
Percina roanoka

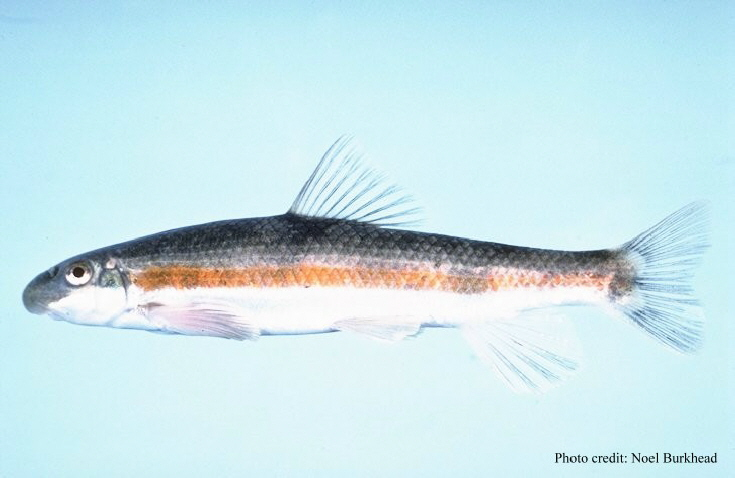
Thoburnia rhothoeca

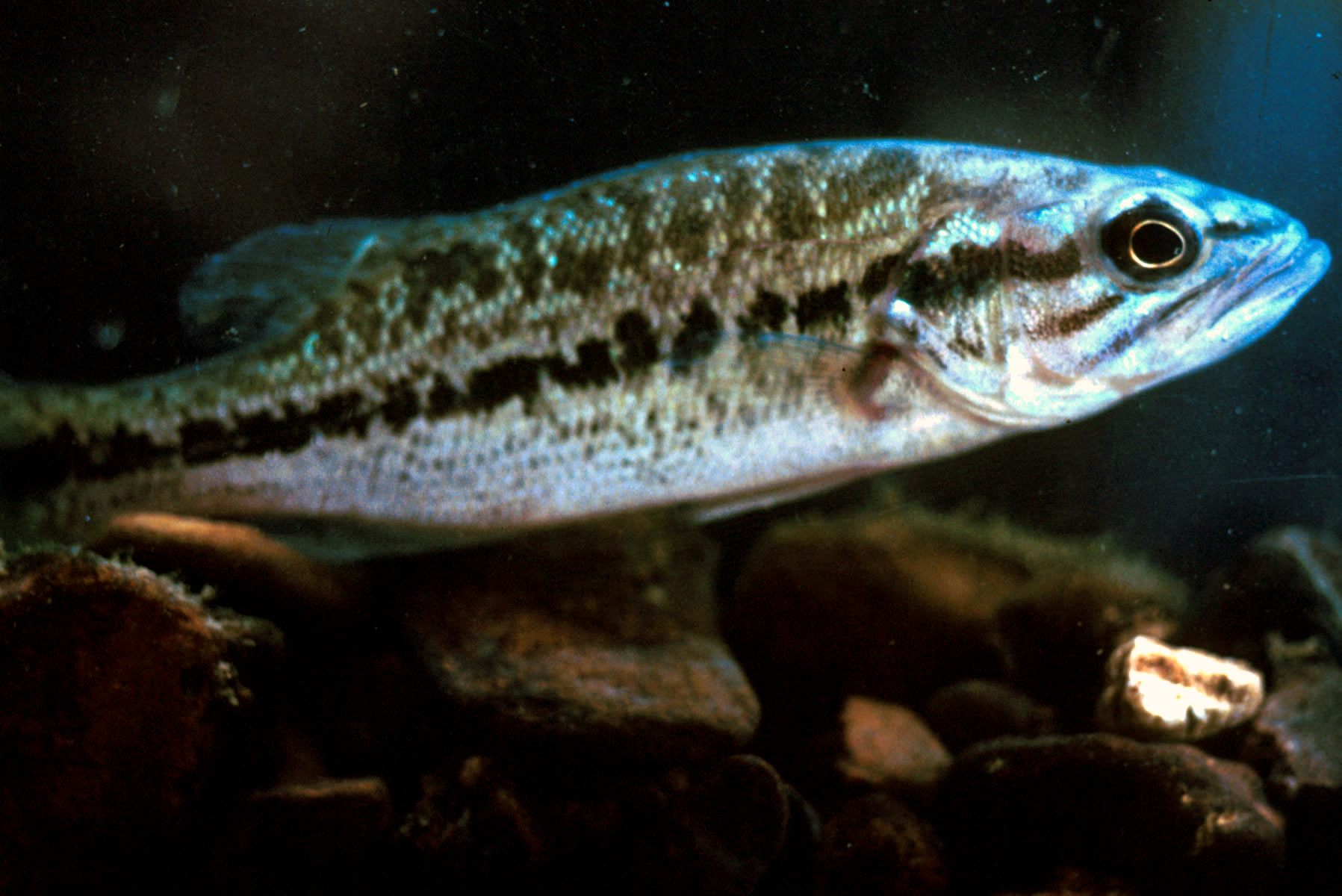
Micropterus punctulatus

Aquesta llista de peixos de Virgínia Occidental inclou 43 espècies de peixos que es poden trobar actualment a Virgínia Occidental (Estats Units) ordenades per l'ordre alfabètic de llurs noms científics.

## A
- Alosa alabamae

## C
- Catostomus catostomus
- Chrosomus oreas
- Clinostomus elongatus
- Cottus carolinae
- Cottus girardi
- Cottus kanawhae[1]
- Crystallaria cincotta[2]
- Cyprinella whipplei

## E
- Ericymba buccata
- Esox niger[3][4]
- Etheostoma acuticeps
- Etheostoma caeruleum
- Etheostoma longimanum
- Etheostoma maculatum
- Etheostoma osburni[5]
- Etheostoma variatum
- Exoglossum laurae
- Exoglossum maxillingua

## I
- Ictalurus nebulosus[6]
- Ictiobus bubalus

## L
- Luxilus albeolus

## M
- Macrhybopsis aestivalis
- Macrhybopsis storeriana
- Micropterus punctulatus

## N
- Nocomis leptocephalus
- Notropis blennius
- Notropis dorsalis
- Notropis scabriceps
- Notropis semperasper
- Notropis telescopus
- Noturus insignis

## P
- Pararhinichthys bowersi[7]
- Percina caprodes[8]
- Percina gymnocephala[9]
- Percina notogramma[10]
- Percina oxyrhynchus[11]
- Percina roanoka
- Percina sciera
- Phenacobius crassilabrum
- Phenacobius mirabilis
- Phenacobius teretulus

## T
- Thoburnia rhothoeca[12]